# Heusden Koers 2008
De 60e editie van de Belgische wielerwedstrijd Heusden Koers werd verreden op 12 augustus 2008. De start en finish vonden plaats in Heusden. De winnaar was Frédéric Amorison, gevolgd door Wouter Weylandt en Hamish Haynes.

## Uitslag
| Heusden Koers 2008 |                    |                                      |          |
| Plaats             | Naam               | Ploeg                                | Tijd     |
| Winnaar            | Frédéric Amorison  | Landbouwkrediet-Tönissteiner         | 3u51'27" |
| 2                  | Wouter Weylandt    | Team Quick Step                      | + 10"    |
| 3                  | Hamish Haynes      | Belgium Cycling Service-Team Yawadoo | z.t.     |
| 4                  | Andy Cappelle      | Landbouwkrediet-Tönissteiner         | z.t.     |
| 5                  | Björn Leukemans    |                                      | z.t.     |
| 6                  | Kurt Hovelijnck    | Topsport Vlaanderen                  | z.t.     |
| 7                  | Nikolas Maes       | Topsport Vlaanderen                  | z.t.     |
| 8                  | Jan Kuyckx         | Landbouwkrediet-Tönissteiner         | z.t.     |
| 9                  | Jens Renders       | Palmans Cras                         | z.t.     |
| 10                 | Kenny Van Braeckel | Revor Cycling Team                   | z.t.     |

1929 · 1930-1935 · 1936 · 1937 · 1938 · 1939 · 1952 · 1953 · 1954 · 1955 · 1956 · 1957 · 1958 · 1959 · 1960 · 1961 · 1962 · 1963 · 1964 · 1965 · 1966 · 1967 · 1968 · 1969 · 1970 · 1971 · 1972 · 1973 · 1974 · 1975 · 1976 · 1977 · 1978 · 1979 · 1980 · 1981 · 1982 · 1983 · 1984 · 1985 · 1986 · 1987 · 1988 · 1989 · 1990 · 1991 · 1992 · 1993 · 1994 · 1995 · 1996 · 1997 · 1998 · 1999 · 2000 · 2001 · 2002 · 2003 · 2004 · 2005 · 2006 · 2007 · 2008 · 2009 · 2010 · 2011 · 2012 · 2013 · 2014 · 2015 · 2016 · 2017 · 2018 · 2019 · 2020 · 2021 · 2022 · 2023